# محاصره نظامی

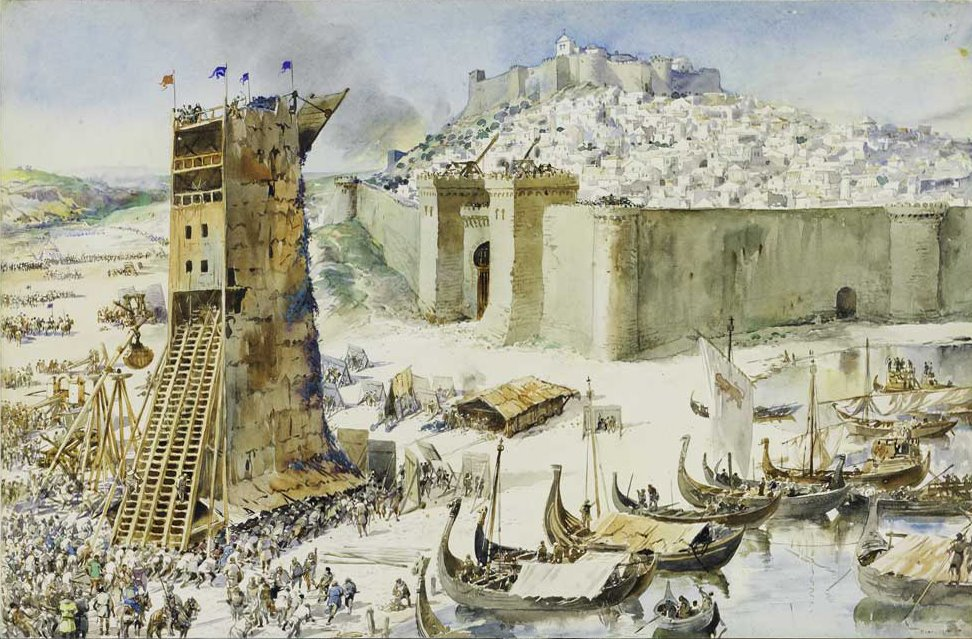
محاصره لیسبون در سال ۱۱۴۷

محاصره هجوم و بستن راه‌های ورودی و خروجی یک شهر یا قلعه به قصد تسخیر با جنگ فرسایشی است. محاصره شکلی از درگیری مداوم است با این مشخصه که یکی از طرفین موقعیت قوی و پدافندی دارد و معمولاً مقاوم‌ها و مهاجمان مذاکره می‌کنند.
محاصره زمانی اتفاق می‌افتد که مهاجم با شهر یا قلعه‌ای مواجه می‌شود که به راحتی نمی‌تواند آن را سریع و با یک حمله تصرف کند.